# 1978 Голяма награда на Швеция
1978 Голямата награда на Швеция е 6-о за Голямата награда на Швеция и е 8-и кръг от сезон 1978 във Формула 1, провежда се на 17 юли 1978, на пистата Скандинавиън Рейсуей, Швеция.

## История на кръга
Една от най-големите новини е появяването на модифицирания Брабам BT46B за Ники Лауда и Джон Уотсън. Болидът включва голям вентилатор в задната част на болида и голям радиатор над двигателя Алфа Ромео. Вентилаторът от своя страна повлича въздуха към охладителната система на болида, докато я всмуква на трасето. Това предизвика протести отстрана на Макларън, Лотус, Тирел, Съртис и Уилямс, които смятат че аеродинамичния ефект е изцяло умишлен, а Брабам от своя страна подчерта, че това помага на охладителната система. Организаторите в крайна сметка позволи на отбора да използва колата.
Междувременно Кеке Розберг остана без отбор, след като Теди Йъп реши да напусне колоната след поредица от отпадания в квалификации, преди финландеца да намери място в отбора на АТС, замествайки Алберто Коломбо.

### Квалификация
Със само 27 състезатели записани за участие пре-квалификацията не се състоя. Марио Андрети отново взе пола, но този път Уотсън записа второ най-добро време пред Лауда и Рони Петерсон. Рикардо Патрезе се престави отлично за да постави Ероуз-а на пето място пред Джоди Шектър, Ферари-тата на Жил Вилньов и Карлос Ройтеман, Алън Джоунс и Жан-Пиер Жабуй. Единствените които пропускат състезанието са Рупърт Кийгън, Брет Лънгър и Джаки Икс.

### Състезание
Пред около 50 хиляди зрители Андрети отново направи добър старт, докато Уотсън потегли лошо и е изпреварен от Лауда и от Патрезе. В средата на колоната, инцидент между Дидие Пирони и Виторио Брамбила в началото на осмата обиколка принуди пилота на Съртис да напусне надпреварата, докато френския пилот на Тирел се прибра в бокса. Отломките от двата болида принуди Петерсон да влезе в бокса, връщайки се на трасето на 17-а позиция. Скоро водна теч означи отпадането и на Шектър от шесто място в 16-а обиколка, следван от Уотсън с повреда на съединителя причинен от завъртане в опита на северно-ирландеца да изпревари Патрезе, три обиколки по-късно.
Силното представяне на Джоунс позволи на австралиеца да изпревари и двете Ферари-та, преди да мине и пред Ероуз-а на Патрезе. Малко по-късно Уилямс-а е ударен от италианеца и се завъртя, което го прати зад групата водена от Жак Лафит, докато Ферари-тата останаха доста назад заради спиранията им за нови гуми. Жабуй се намира близо до топ 6, преди да напусне с повреда в двигателя.
Лауда остана зад Лотус-а на Андрети до 38-ата обиколка, когато австриеца успя да го изпревари след грешка на американеца. В 46-а обиколка битката за водачеството приключи с отпадането на Андрети, след като двигателя го блокира. През това време Патрик Депайе приключи участието си със счупено окачване, а Джоунс се прибра в бокса на своя отбор с повреда на една от гумите, вследствие на контакта с Патрезе малко по-рано в надпреварата. Петерсон успя да се добере до третото място, изпреварвайки по-бавните болиди пред себе си, както е и подпомогнат от местните фенове. Патрезе обаче се оказа труден за изпреварване и оказа сериозна съпротива в опита да си защити позицията си.
Лауда взе победата на повече от 34 секунди като с това донесе и първата победа на Брабам след ГП на Германия 1975 и първа за Алфа Ромео след тази на Хуан Мануел Фанджо на Педраблес през 1951. Победата обаче е помрачена от решението на Лотус и още няколко отбора да копират дизайна на Брабам за следващия кръг, което накрая не се случи с решението на отбора доброволно да оттегли BT46B след това състезание. Патрезе успя да удържи второто място от Петерсон, а Патрик Тамбей се добра до четвъртото място пред Клей Регацони и Емерсон Фитипалди. Лафит е на четвърта позиция до 68-ата обиколка когато двигателя Матра V12 му отказа близо до финала, а Джеймс Хънт в едно разочароващо състезание финишира на осма позиция. Другите финиширали състезанието са Вилньов, Ройтеман, Ханс-Йоахим Щук, Хектор Ребак, Йохен Мас, Ролф Щомелен и Розберг, докато Артуро Мерцарио остана не-класиран след като остана на осем обиколки от победителя.

## Резултати

### Състезание
| Поз | No | Пилот             | Конструктор       | Обиколки | Време/Отпадане | Място | Точки |
| --- | -- | ----------------- | ----------------- | -------- | -------------- | ----- | ----- |
| 1   | 1  | Ники Лауда        | Брабам-Алфа Ромео | 70       | 1:41:00.606    | 3     | 9     |
| 2   | 35 | Рикардо Патрезе   | Ероуз-Форд        | 70       | +34.019        | 5     | 6     |
| 3   | 6  | Рони Петерсон     | Лотус-Форд        | 70       | +34.105        | 4     | 4     |
| 4   | 8  | Патрик Тамбе      | макларън-Форд     | 69       | +1 Об.         | 15    | 3     |
| 5   | 17 | Клей Регацони     | Шадоу-Форд        | 69       | +1 Об.         | 16    | 2     |
| 6   | 14 | Емерсон Фитипалди | Фитипалди-Форд    | 69       | +1 Об.         | 13    | 1     |
| 7   | 26 | Жак Лафит         | Лижие-матра       | 69       | +1 Об.         | 11    |       |
| 8   | 7  | Джеймс Хънт       | Макларън-Форд     | 69       | +1 Об.         | 14    |       |
| 9   | 12 | Жил Вилньов       | Ферари            | 69       | +1 Об.         | 7     |       |
| 10  | 11 | Карлос Ройтеман   | Ферари            | 69       | +1 Об.         | 8     |       |
| 11  | 16 | Ханс-Йоахим Щук   | Шадоу-Форд        | 68       | +2 Об.         | 20    |       |
| 12  | 25 | Ектор Ребаке      | Лотус-Форд        | 68       | +2 Об.         | 21    |       |
| 13  | 9  | Йохен Мас         | АТС-Форд          | 68       | +2 Об.         | 19    |       |
| 14  | 36 | Ролф Щомелен      | Ероуз-Форд        | 67       | +3 Об.         | 24    |       |
| 15  | 10 | Кеке Розберг      | АТС-Форд          | 63       | +7 Об.         | 23    |       |
| НКл | 37 | Артуро Мерцарио   | Мерцарио-Форд     | 62       | +8 Об.         | 22    |       |
| Отп | 5  | Марио Андрети     | Лотус-Форд        | 46       | Двигател       | 1     |       |
| Отп | 27 | Алън Джоунс       | Уилямс-Форд       | 46       | Крило          | 9     |       |
| Отп | 4  | Патрик Депайе     | Тирел-Форд        | 42       | Окачване       | 12    |       |
| Отп | 15 | Жан-Пиер Жабуй    | Рено              | 28       | Двигател       | 10    |       |
| Отп | 2  | Джон Уотсън       | Брабам-Алфа Ромео | 19       | Завъртане      | 2     |       |
| Отп | 20 | Джоди Шектър      | Волф-Форд         | 16       | Прегряване     | 6     |       |
| Отп | 3  | Дидие Пирони      | Тирел-Форд        | 8        | Инцидент       | 17    |       |
| Отп | 19 | Виторио Брамбила  | Съртис-Форд       | 7        | Инцидент       | 18    |       |
| НКв | 18 | Рупърт Кийгън     | Съртис-Форд       |          |                |       |       |
| НКв | 30 | Брет Лънгър       | Макларън-Форд     |          |                |       |       |
| НКв | 22 | Джаки Икс         | Инсайн-Форд       |          |                |       |       |

## Класиране след състезанието
| Поз | Пилот           | Точки |
| --- | --------------- | ----- |
| 1   | Марио Андрети   | 36    |
| 2   | Рони Петерсон   | 30    |
| 3   | Ники Лауда      | 25    |
| 4   | Патрик Депайе   | 23    |
| 5   | Карлос Ройтеман | 22    |

| Поз | Конструктор       | Точки |
| --- | ----------------- | ----- |
| 1   | Лотус-Форд        | 49    |
| 2   | Брабам-Алфа Ромео | 31    |
| 3   | Тирел-Форд        | 25    |
| 4   | Ферари            | 22    |
| 5   | Лижие-Матра       | 10    |